# Circuito (sport)

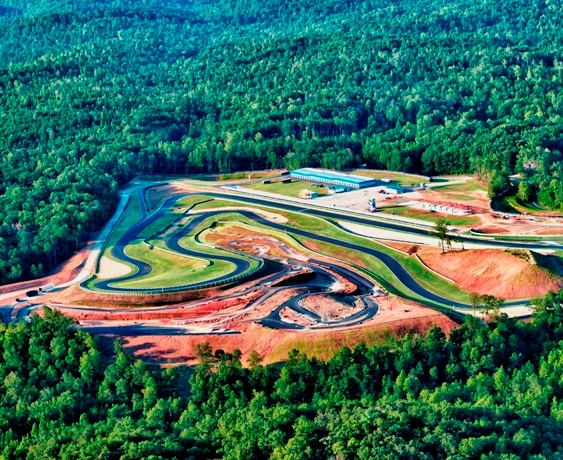
Vista dall'alto del circuito di Atlanta in fase di realizzazione

Nel frasario sportivo, il termine circuito (pronuncia: /ʧirˈkuito/) viene indifferentemente utilizzato per definire il campo di gara per competizioni velocistiche, oppure la stessa manifestazione sportiva che vi si svolge.
Nei tempi moderni, la stragrande maggioranza dei circuiti consistono in impianti fissi, come autodromi, motodromi o velodromi, generalmente definiti "piste", appositamente progettati costruiti per essere destinati allo svolgimento di uno o più sport velocistici, come automobilismo, ciclismo o motociclismo, il cui tracciato è normalmente intercluso alla pubblica circolazione.

## Storia

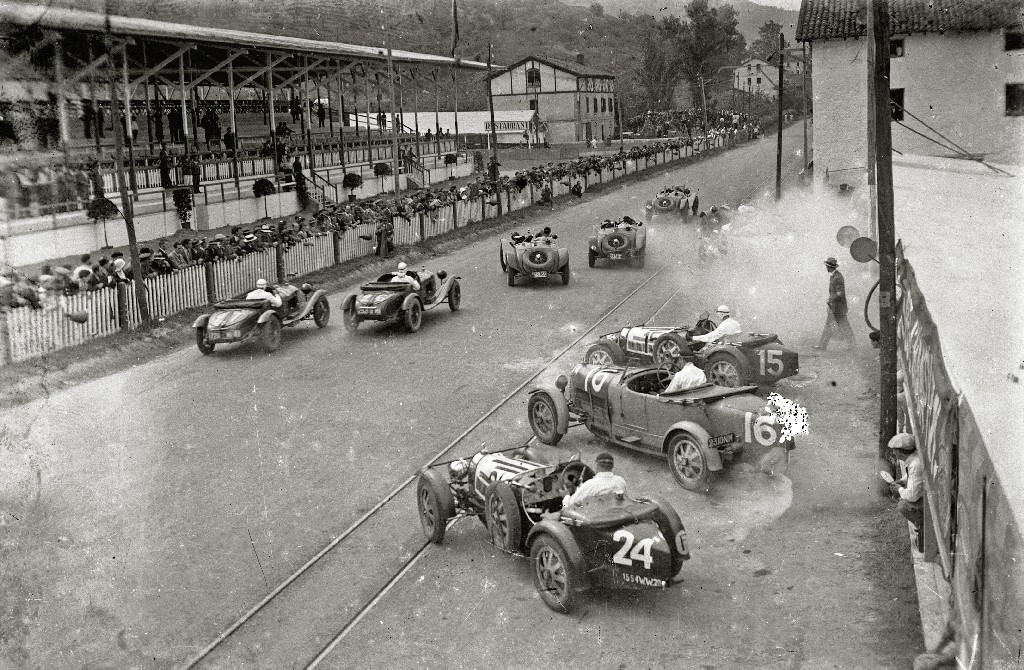
Il circuito spagnolo di Lasarte nel 1929

Agli albori dello sport motoristico e fino alla metà del XX secolo, i circuiti erano principalmente ricavati dalle strade destinate alla normale circolazione, mediante la temporanea chiusura al traffico per la durata della manifestazione sportiva, oltre all'adozione e allestimento di appositi apprestamenti per garantire la sicurezza degli spettatori, degli addetti e dei concorrenti.
È di quell'epoca l'uso comune di identificare come "circuito" sia il tracciato, sia la manifestazione sportiva, data l'identica e reciproca coesistenza temporale e locativa. Ad esempio il "Trofeo del Mare", parimenti al tracciato stradale di Genova sul quale di svolgeva, venivano entrambi ufficialmente o popolarmente denominati "Circuito della Superba".

## Tipologia dei circuiti di gara

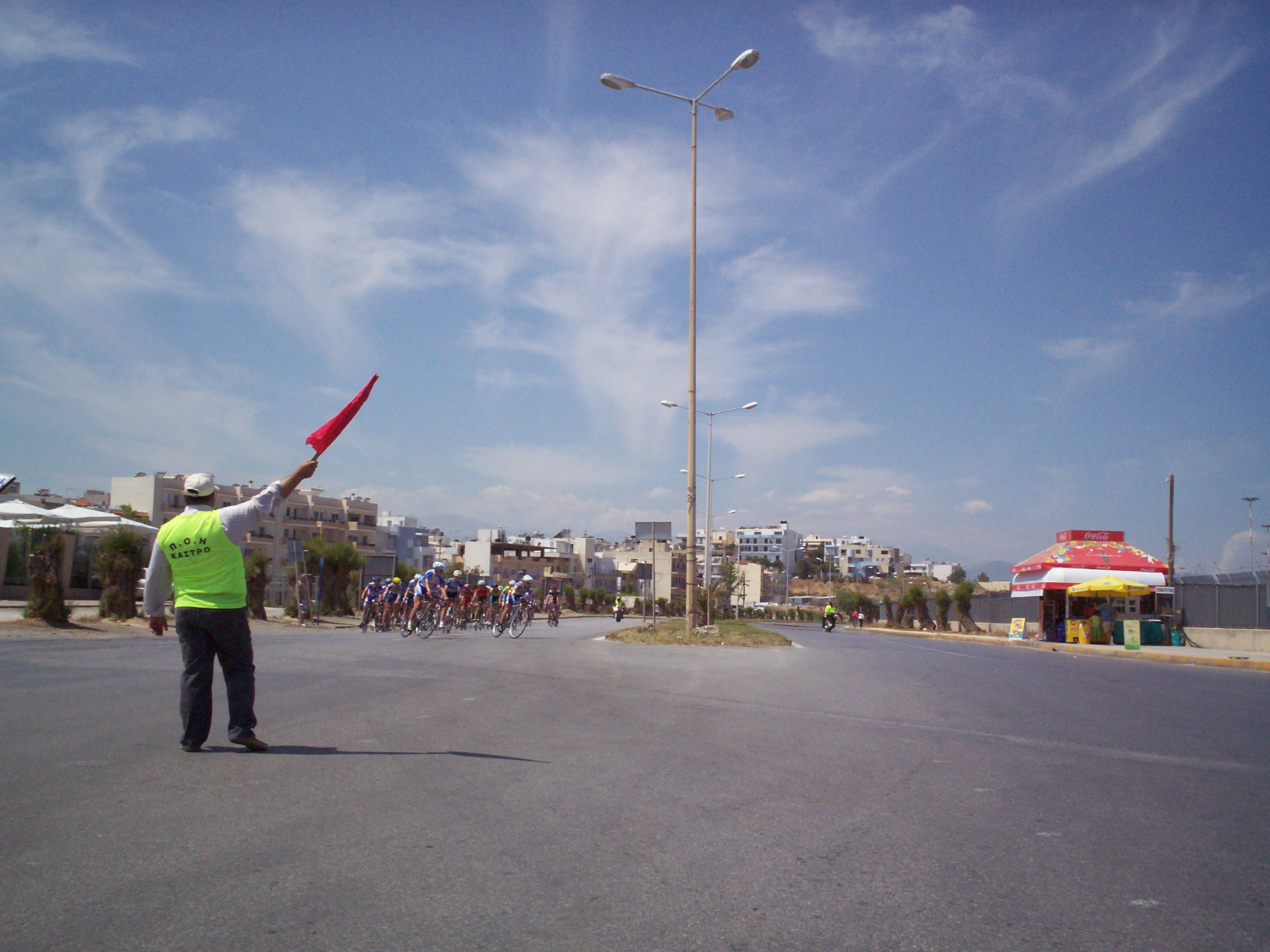
Un'immagine di una corsa ciclistica in circuito

- Circuito aperto
- Circuito chiuso
- Circuito cittadino
- Circuito stradale